# Piel de ángel
Piel de ángel è il tredicesimo album in studio della cantante e attrice messicana Lucero, pubblicato nel 1997.

## Tracce
1. La Vida Aquí Está – 3:42 (D. Amerio, Cheope, Gerardo Flores)
2. Si Tú Llegaras A Amarme – 3:08 (José Cantoral, Roxana de Antuñano)
3. Historias De Amores – 4:14 (Claudio Guidetti, G. Flores)
4. Toda La Noche – 3:32 (G. Flores)
5. Al Centro De Tus Ojos – 4:21 (Gianni Casella, Antonello Oliveri, C. Guidetti, G. Flores)
6. Quiero – 3:46 (Maurizio Fabrizio, Greg Duckie Morra, G. Flores)
7. Inventario – 4:06 (S. Amato, Fabrizio Berlincioni, G. Flores)
8. Tácticas De Guerra – 3:39 (Luis Cabañas, Miguel Gallardo)
9. Piel De Ángel – 4:15 (L. Cabañas, M. Gallardo)
10. Si Me Extrañas – 3:34 (Jorge Avendaño Lührs)
11. Una Vez Más – 2:56 (Luis Bacalov, G. Flores)